# بتانیدین
بتانیدین (انگلیسی: Bethanidine) دارویی است که برای درمان فشار خون‌های اولیه و ثانویه استفاده می‌شود.

## موارد منع استعمال
مصرف این دارو در مواردی همچون فئوکروموسیتوم و دوران بارداری ممنوع می‌باشد.

## عوارض جانبی
عوارض جانبی این دارو می‌تواند به ندرت سردرد، عرق و آبریزش از بینی باشد.